# Диковицький Іван Якович
Іван Якович Диковицький народився 1 травня 1927 року в с. Олександрівка Костопільського району Рівненської обл.. Помер 22 січня 2005 року.

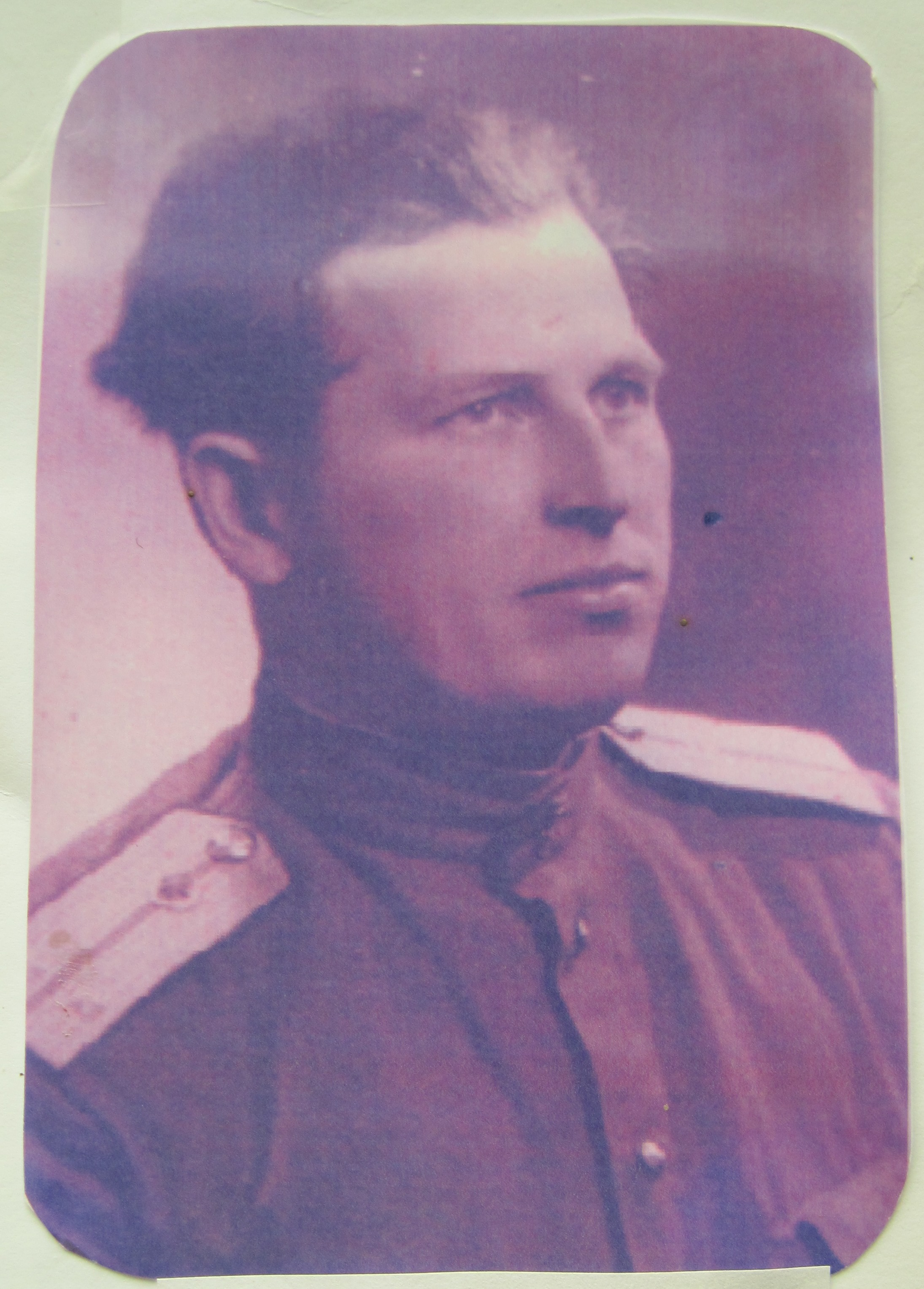
Диковицький Іван Якович

В 1944 році був призваний на фронт. Служив у 203 стрілецькій дивізії Забайкальського фронту під командуванням маршала Радянського Союзу Малиновського. Брав участь у розгромі японських імперіалістів.
Був важко поранений у бою. Інвалід ıı групи. Демобілізований в 1952 році. З 1958 року проживав в с. Малі Дорогостаї Млинівського району Рівненської обл..

Нагороджений 
- «Великої Вітчизняної війни ıı ст..»;
- Орденом Слави ІІІ ст. ;
- Медаллю «За победу над Японией».
- Орден «За мужність»
- Медаль Жукова,
- Медаль «За перемогу над Німеччиною»
- Медаль «Захиснику Вітчизни»
- Медаль «Ветеран праці» та багатьма ювілейними медалями